# Distrito Histórico de Doyle Avenue
El Distrito Histórico de Doyle Avenue es un distrito histórico predominantemente residencial en el lado este de la ciudad Providence, la capital del estado de Rhode Island (Estados Unidos). Se extiende a lo largo de Doyle Avenue desde North Main Street en el oeste hasta Proctor Place (justo antes de Hope Avenue). Esta área se desarrolló residencialmente entre 1860 y 1920, con una colección arquitectónicamente diversa de casas (viviendas individuales y de unidades múltiples), generalmente ubicadas en lotes pequeños con solo un modesto retroceso de la acera. El terreno en el lado sur de Doyle Avenue era propiedad de la Comisión Dexter, que administraba una gran extensión de terreno legado a la ciudad por Ebenezer Dexter. Este terreno fue arrendado originalmente a desarrolladores. Una de las primeras casas construidas en esta zona fue el c. 1875 Thomas Collins House en 33 Doyle Avenue, un dúplex de estilo italiano de dos pisos y medio.
El distrito fue incluido en el Registro Nacional de Lugares Históricos en 1990.